# 内海敏彦
内海 敏彦（うつみ としひこ、1965年5月9日 - ）は、日本の元俳優・声優。太陽プロモーションに所属していた。

## 経歴・人物
東京都世田谷区出身。両親が懇意にしていた産科で出産のため、大阪府箕面市で産まれる。
CM出演から芸能活動を開始し、4歳の時に『新・女の絶唱』にて自閉症の子供役でデビュー。また、それを海外ドラマ『ドクター・ウェルビー』の日本語版ディレクターが見ており、そのディレクターが作中に登場する自閉症の少年役での吹き替えオファーを出したこときっかけで声優業も行うようになる。 
その後は子役・声優としてボーイソプラノの声を生かし、少年役を多く担当した。
1980年頃の声変わり時期を境に活動しておらず、現在は引退したと思われる。
趣味にバレー、読書、水泳、ピアノ、旅行を挙げており、将来は役者志望だと発言していた。
ドラマやアフレコに関わらず、出演作品は予め台詞を丸暗記し、台本は収録現場に持ってこず演技をしていたというエピソードがある。また、話すタイミングを掴むため他の人の台詞も暗記していたという。
鈴木清は内海を「素晴らしい記憶の能力を持った、芝居の上手い子ども（子役）でした」「僕らスタッフは彼に「役者として大成して欲しいな」という想いがあった」と語っている。勝田久は「非常に勘の良い少年だった」と評した。

## 出演作品

### テレビドラマ
- 一心太助 第10話「男一匹子守唄」（1971年） - 弥吉 役
- 大江戸捜査網（12ch / 三船プロ）
  - 「花火の夜に狂った女」（1972年）
  - 「裏切者の子守唄」（1973年）
  - 「辻占いは殺しの暗号」（1973年） - 太吉 役
  - 「涙で斬った地獄花」（1976年） - 笠井林太郎 役
  - 「必殺剣! 辻斬りの恐怖」（1977年） - 捨吉 役
- ホーム・スイート・ホーム（1972年）
- 愛ある日々（1973年） - 山岡つよし 役
- へんしん!ポンポコ玉 第14話「子連れ?子連れナノダ!」（1973年） - 大五郎 役
- スーパーロボット レッドバロン 第8話「無敵! 砂漠の魔王」（1973年） - 藤堂ツトム 役
- 伝七捕物帳 第10話「心中、おたか観世音」（1973年）
- 水滸伝 第10話（1974年）
- 荒野の素浪人（NET / 三船プロ）
  - 第1シリーズ 第34話「脱走 火攻めの死刑台」（1972年）
  - 第1シリーズ 第53話「群狼 黄金の砦」（1973年）
  - 第2シリーズ 第30話「島破り」（1974年）
- 事件狩り 第9話「同棲時代の終わり」（1974年）
- 特別機動捜査隊 第667話「奪われた週末」（1974年） - 西崎修一 役
- 右門捕物帖 第21話「脱走」（1974年） - 同心の子ども 役
- スーパーロボット マッハバロン（1974年） - 小杉健一 役
- 破れ傘刀舟悪人狩り 第22話「狂った白刃」（1975年）
- 少年探偵団（1975年） - BD7団員 オウム（羽柴荘二）役（※第23話を除く）
- 小さなスーパーマン ガンバロン（1977年） - 少年タイムス記者 ケンダマ 役（※第1話 - 第13話）

### 映画
- 日本ダービー 勝負（1970年） - 山形重男 役

### テレビアニメ
- 妖怪伝猫目小僧（1976年）
- あらいぐまラスカル（1977年） - スターリング・ノース[3]
- SF西遊記スタージンガー（1979年） - キュート
- がんばれ! ぼくらのヒット・エンド・ラン（1979年） - 遠藤蘭[4]
- 赤い鳥のこころ 第12回「春を告げる鳥」（1979年）

### 吹き替え

#### 俳優
マーク・レスター
- 小さな恋のメロディ（ダニエル）※NET版、DVD・BD収録
- 小さな目撃者（ジギー）
- 黒馬物語（ジョー）
- 野にかける白い馬のように（フィリップ）
- マーク・レスター/可愛い冒険者（レノックス）

#### 映画
- 赤鼻のトナカイ ルドルフ物語（ルドルフ）
- 風と共に去りぬ
- 吸血の群れ（ジェイ〈ハル・ホッジス〉）
- クリスマス・ツリー（パスカル〈ブルック・フラー〉）※TBS版
- 幸福
- 子鹿物語（フォダウィング〈ドン・ギフト〉）※日本テレビ版
- 底抜け慰問屋行ったり来たり（ミツオ〈ロバート・平野〉）
- 鉄道員（サンドロ〈エドワルド・ネヴォラ〉）※NET版2
- 天使の詩（ミロ〈シモーネ・ジャンノッツイ〉）
- ドノバン珊瑚礁（ルキ〈ティム・スタッフォード〉）
- ドリトル先生不思議な旅（トミー〈ウィリアム・ディックス〉）※NHK版
- ニューヨークの王様（マカビー〈マイケル・チャップリン〉）※TBS版
- 名犬ラッシー 家路（ジョー〈ロディ・マクドウォール〉）

#### ドラマ
- ホロコースト/戦争と家族

#### アニメ
- いたずらっ子エミール（エミール）